# Ceratocystis montium
Ceratocystis montium är en svampart som först beskrevs av Rumbold, och fick sitt nu gällande namn av J. Hunt 1956. Ceratocystis montium ingår i släktet Ceratocystis och familjen Ceratocystidaceae.   Inga underarter finns listade i Catalogue of Life.